# Simon Debacker
Simon Debacker (Kortrijk, 14 december 1993) is een Belgisch trampolinespringer.

## Levensloop
Debacker werd viermaal Belgisch kampioen (in 2013, 2016, 2017 en 2019) en heeft daarnaast verschillende Belgische records op zijn naam in het trampolinespringen. Daarnaast werd hij in 2016 samen met Joris Geens vijfde in de discipline 'synchroon' op de Europese kampioenschappen in het Spaanse Valladolid.
Sinds maart 2021 maakt hij deel uit van de atletencommissie van GymFed.